# Charles Cante
Charles Cante est un homme politique français né le 23 avril 1882 à La Brède (Gironde) et décédé le 14 mars 1957 à La Brède.
Propriétaire viticulteur (château Guillaumot ; château Haut-Brion Larrivet), il est maire de la Brède de 1919 à 1941 et de 1945 à 1957 et conseiller général de 1919 à 1940. Il est député de la Gironde de 1924 à 1928, siégeant sur les bancs radicaux. Il était vice-président du groupe viticole à la Chambre et président du syndicat viticole des Graves.Il a été marié à Thérèse Larroque avec qui il eut 2 enfants. Il est l'auteur d'un écrit : La baronnie de La Brède-Montesquieu.

### Sources
- « Charles Cante », dans le Dictionnaire des parlementaires français (1889-1940), sous la direction de Jean Jolly, PUF, 1960 [détail de l’édition]